# UFC on ESPN: Ngannou vs. dos Santos
UFC on ESPN: Ngannou vs. dos Santos (também conhecido como UFC on ESPN 3) foi um evento de MMA produzido pelo Ultimate Fighting Championship no dia 29 de junho de 2019, no Target Center, em Minneapolis, Minnesota.

## Background
O evento marca a terceira visita do UFC a Minneapolis e a primeira desde o UFC on FX: Browne vs. Pezão em outubro de 2012.
A revanche nos meio-médios entre os ex-campeões meio-médios Tyron Woodley e Robbie Lawler era previsto para ser a luta principal do evento. Entretanto, no dia 16 de maio, Woodley sofreu uma lesão na mão e saiu do combate. Como resultado, Lawler também foi removido do card. Consequentemente, a luta entre o ex-desafiante dos pesados Francis Ngannou e o ex-campeão Junior dos Santos foi elevado a luta principal da noite.
O duelo nos meio-pesados entre Roman Dolidze e Vinicius Moreira era esperado para o evento. Porém, por razões desconhecidas Dolidze saiu da luta e foi substituído por Eryk Anders.
O combate nos penas entre Chas Skelly e Jordan Griffin era esperado para o evento. Mas, no dia 13 de junho, Skelly saiu do duelo por uma lesão e foi substituído pelo estreante Vince Murdock. No entanto, no dia 27 de junho, foi anunciado que Murdock não estava apto fisicamente para competir e a luta acabou cancelada.
O combate nos galos entre Sergio Pettis e Ricardo Ramos era esperado para o evento. Contudo, no dia 15 de junho, Pettis saiu do duelo por razões desconhecidas e foi substituído pelo estreante Journey Newson.
A luta nos meio-pesados entre Justin Ledet e Dalcha Lungiambula era esperado para o evento. Entretanto, no dia 24 de junho, Ledet saiu do combate e foi substituído pelo estreante Dequan Townsend.

## Bônus da Noite
Os lutadores receberam $50.000 de bônus:
- Luta da Noite: Não houve lutas premiadas.
- Performance da Noite:  Francis Ngannou,  Joseph Benavidez,  Alonzo Menifield e  Eryk Anders